# Шаповал Василь Якович
Васи́ль Я́кович Шапова́л (1915 , Семенівка, Новозибківський повіт, Чернігівська губернія, Російська імперія  — невідомо ) — радянський військовий діяч, полковник. Депутат Верховної Ради УРСР 1-го скликання (1938–1947).

## Біографія
Народився 1915 року в родині тесляра у містечку Семенівка, тепер Семенівський район, Чернігівська область, Україна. У 1930 році закінчив семирічну школу.
З 1930 по 1933 рік працював листоношею, телефоністом, учнем телеграфіста, робітником метеорологічної станції в містечку Семенівка. Одночасно навчався на вечірньому робітничому факультеті. Член комсомолу з 1933 року.
Взимку 1933 року разом із родиною переїхав працювати в Отрадненську філію радгоспу імені Ворошилова станції Гребінка на Полтавщині. Спочатку працював у майстерні з ремонту сільськогосподарських машин, потім був завідувачем розрахункового столу контори радгоспу імені Ворошилова. Обирався членом комсомольського комітету радгоспу і керував комсомольською політичною школою.
З жовтня 1936 року — в Червоній армії. У 1937 році закінчив військову школу і одержав звання командира рою.
Станом на травень 1938 року — помічник (заступник) політичного керівника 225-го полку 75-ї стрілецької дивізії РСЧА, м. Лубни Полтавської області.
26 червня 1938 року обраний депутатом Верховної Ради УРСР 1-го скликання по Яготинській виборчій окрузі № 165 Полтавської області.
Член ВКП(б) з 1939 року.
Під час німецько-радянської війни — командир 1016-го стрілецького полку 288-ї стрілецької дивізії Волховського фронту, а з 1943 року — викладач з тактики Вищих офіцерських курсів «Постріл» імені Маршала Радянського Союзу Б. М. Шапошникова, Московська область.

## Звання
- молодший лейтенант (1938)
- підполковник
- полковник

## Нагороди
- Орден Червоного Прапора (30.12.1956)
- Орден Червоної зірки (1951)
- орден Вітчизняної війни 2-го ступеня (6.04.1985)
- орден «Знак Пошани» (22.02.1938)
- медалі